# Universitatea din A Coruña

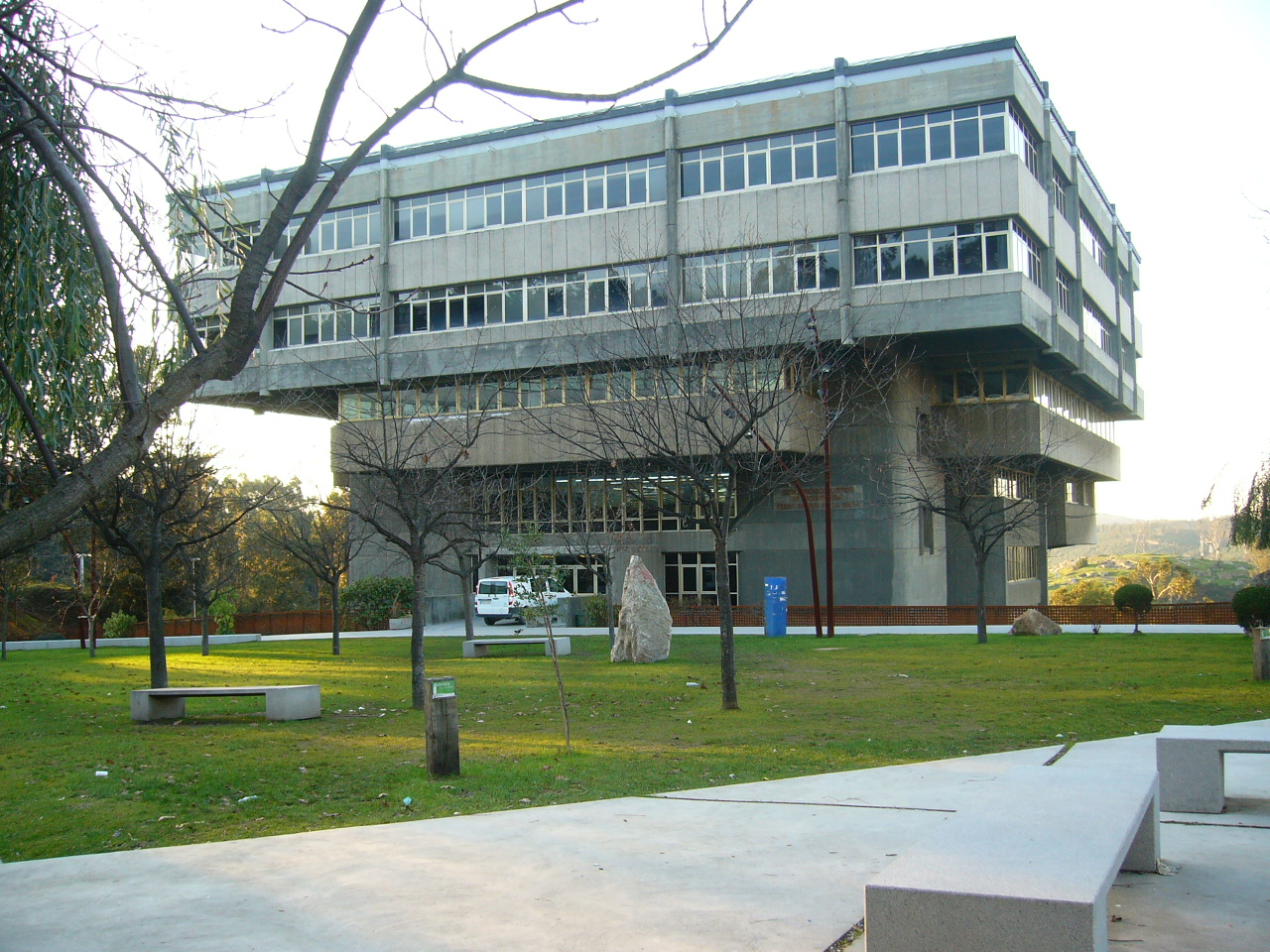
Școala Tehnică Superioară de Arhitectură a Universității La Coruña.

Universitatea din A Coruña (în limba gallegă și oficial Universidade da Coruña ) este o universitate publică spaniolă cu campusuri în A Coruña și Ferrol. A fost creată în 1989, prin segregare din Universitatea din Santiago de Compostela.   

## Facultăți și școli

### Campusul din A Coruña
- Facultatea de Științe
- Facultatea de Științele Comunicării
- Facultatea de Științele Educației
- Facultatea de Științe ale Sănătății
- Facultatea de Științe ale Sportului și Educație Fizică
- Facultatea de Drept
- Facultatea de Economie și Afaceri
- Facultatea de Filologie
- Facultatea de Fizioterapie
- Facultatea de Informatică
- Facultatea de Sociologie
- Școala Tehnică Superioară de Arhitectură
- Școala Tehnică Superioară de Ingineri Civili, Canal și Port
- Școala Tehnică Superioară de Nautică și Mașini
- Școala universitară de studii de afaceri
- Școala universitară de arhitectură tehnică

### Campusul din Ferrol
- Școala Universitară Politehnică
- Facultatea de Umanități și Documentare
- Școala Politehnică Superioară
- Facultatea de Asistență Medicală și Podiatrie
- Școala universitară de proiectare industrială
- Facultatea de Științe ale Muncii

### Centre afiliate
- Școala universitară de asistență medicală
- Școala universitară de relații de muncă
- Școala universitară de turism

## Centre de cercetare
- Centrul pentru inovare tehnologică în construcții și construcții civile (CITEEC)
- Centrul de cercetare pentru tehnologiile informației și comunicațiilor (CITIC)
- Centrul de Cercetare Științifică Avansată (CICA)
- Centrul de Cercetare Tehnologică (CIT)
- Institutul Tehnologic de Matematică Industrială (ITMATI)
- ICT City (în curs)